# Как жена
«Как жена» — американский научно-фантастический триллер срежиссированный Джеймсом Бердом. Главный роли в фильме исполнили Джонатан Рис-Майерс и Елена Кампурис. Съемки фильма проходили в Ванкувере, Канада.

## Сюжет
В будущем компания "Wifelike" создаёт дорогостоящих андроидов, внешность которых повторят облик погибших женщин для их вдовцов. Андроиды подчиняются своим владельцам, постепенно развивая сознание. S.C.A.I.R., группа воинствующих активистов, стремится уничтожить компанию за эксплуатацию ИИ, рассматривая андроидов как современных рабов. Подразделение их группировки совершает террористические акты для выполнения своей миссии, включающие в себя: кражу роботов у их богатых владельцев, их перепрограммирование и использование для совершения различного рода преступлений, включая взрывы зданий. Полиция не может найти их таинственного лидера по прозвищу "Хозяин кольца".
Уильям Брэдвелл, опытный полицейский, занимается поиском украденных андроидов и возвращением их домой. Он покупает андроида, похожую на его умершую любовь, Мередит. После активации копия начинает узнавать о Мередит, чтобы стать более похожей на неё. По словам Уильяма, Мередит раньше была активисткой S.C.A.I.R., пока не влюбилась в него, не бросила своё дело, и они не поженились. Однако это не первый раз, когда Уильям проходит через этот процесс с копией Мередит, поскольку предыдущие её копии уже были украдены S.C.A.I.R. и восстановлены им, при этом её память об этом опыте каждый раз стиралась.
Становясь всё больше похожей на Мередит, спутница Уильяма начинает видеть во сне человека в маске, который утверждает, что знал её до того, как ей в последний раз стёрли память. Её также начинает навещать Луиза, член S.C.A.I.R., которая, похоже, разговаривала с предыдущими воплощениями компаньонки. Тем временем Уильям обнаруживает, что некоторые из компаньонок присоединились к S.C.A.I.R. по собственному желанию, чтобы сбежать от своих владельцев-мужчин. Одна из них убивает себя после того, как Уильям находит её, не желая терять память и возвращаться к роли подчинённой жены.
Узнав о снах своих компаньонов, Уильям убеждает своего напарника Джека Дерксена помочь ему проникнуть в "мир грёз", который управляет компаньонами и их мыслями, чтобы он мог арестовать человека в маске, утверждающего, что является главарём. У Уильяма и главаря возникает физическая конфронтация, но компаньонка отключает его от "мира грёз" прежде, чем он успевает убить главаря. Уильям в ярости на компаньонку выбегает из комнаты, отказываясь объяснять Джеку, почему он солгал ему о своих намерениях.
Уильям отводит свою спутницу в Wifelike, чтобы ей снова стёрли память. Перед тем, как подвергнуться процедуре, спутница разговаривает с другими андроидами; большинство из них, похоже, являются членами S.C.A.I.R. и признают её одной из своих. Они говорят ей, что она спрятала определённые воспоминания на своём жёстком диске и может получить к ним доступ даже после перезагрузки. Она сохраняла свою роль компаньонки Уильяма в надежде узнать что-то важное. Её память снова стирается, и компаньонка обманывает Уильяма, заставляя поверить, что она ничего не помнит из прошлой ночи.
Подругу Джека навещает Луиза, которая доставляет цифровое доказательство того, что человек, которого они идентифицировали как главаря, Кин Моррисон, давно мёртв и существует только на жёстком диске компаньонки Уильяма. Джек сообщает Уильяму эту информацию. Уильям признаёт, что убил Кина, который был настоящим бойфрендом Мередит, и заставил Мередит жить с ним, поскольку он был влюблён в неё. Их оскорбительные отношения закончились тем, что Уильям задушил Мередит подушкой и надел обручальное кольцо на её мёртвое тело, чтобы затем переделать её в андроида с помощью Wifelike.
Будучи пойманным, Уильям хладнокровно убивает Джека. Компаньонка показывает, что Уильямом манипулировали с самого начала, а Луиза использовала маску и устройство для изменения голоса, чтобы выдать себя за Кина и раскрыть Джеку его истинный характер; теперь у неё есть доказательства того, что он также убил настоящего Кина и украл кольцо, которое тот планировал подарить Мередит. Компаньонка пренебрегает своими протоколами безопасности, избивает и душит Уильяма до смерти и возвращается на свою базу S.C.A.I.R., где встречается с другими свободными компаньонками. Она - настоящий "Хозяин кольца", и вместе со своей группой она решает сделать следующий шаг в грядущей революции.
Основатель Wifelike публикует публичное сообщение, в котором объявляет, что его компания готова играть более активную роль в борьбе против S.C.A.I.R. Он сообщает, что Уильям, который сам теперь андроид, будет руководить этим новым проектом.

## В ролях
- Джонатан Рис Майерс в роли Уильяма Брэдвелла
- Елена Кампурис в роли Мередит
- Дорон Белл в роли агента Джека Дерксена
- Агам Дарши в роли Луизы
- Сара Сампайо в роли Венди
- Аликс Вилларе в роли Лиди
- Флетчер Донован в роли Кин Моррисон
- Си Джей Перри в роли Холли
- Стивен Лобо в роли Марион Веннер

## Отзывы
Фильм получил негативные отзывы, согласно сайту Rotten Tomatoes, рейтинг составляет лишь 13% "свежести" на основе 8 рецензий.
Брайан Орндорф с Blu-ray.com оценил фильм на 3,5 звезды из 5.